# Cygnus falconeri
Cygnus falconeri (лат.) — вид ископаемых птиц из рода лебедей семейства утиных. Видовое название дано в честь шотландского ботаника, палеонтолога и геолога Хью Фальконера (1808—1865).

## Описание
Систематически находится ближе всего к лебедю-шипуну, чем к другим видам лебедей. Обитал в среднем плейстоцене на островах Мальта и Сицилия. Ископаемые остатки известны из раннего плиоцена (занклский ярус), из слоёв возрастом около 5,3 миллиона лет. Подобно сицилийским карликовым слонам (Elephas falconeri) и другим средиземноморским островным эндемикам, этот вид, вероятно, оказался в изоляции на островах, когда уровень Средиземного моря вновь повысился около 5,3 миллиона лет назад.
Изучение окаменелостей позволило выяснить, что размеры этого лебедя превышали размеры современного лебедя-шипуна на одну треть. Таким образом, длина его тела от кончика клюва до хвоста составляла около 190—210 см (у лебедя-шипуна 145—160 см) при массе, превышающей 16 кг. Этот вид лебедей был выше (но не тяжелее), чем сицилийские карликовые слоны, обитавшие одновременно с ним на острове и достигавшие 0,9—1 м в холке.
Из-за своих размера и массы Cygnus falconeri был, скорее всего, плохо летающей или вовсе нелетающей птицей. В отличие от других лебедей, хорошо был приспособлен для передвижения по земле, где, вероятно, и проводил довольно много времени. Вероятно, в пищу употреблял в основном наземные растения.
Вымер в голоцене в результате экстремальных климатических изменений или появления новых хищников и конкурентов в местах своего обитания.